# فرودگاه ساحل فورت والتون
فرودگاه ساحل فورت والتون (به انگلیسی: Fort Walton Beach Airport) یک فرودگاه همگانی بهره‌برداری هوایی است که یک باند فرود چمن دارد و طول باند آن ۶۴۰ متر است. این فرودگاه در کشور ایالات متحده آمریکا قرار دارد و در ارتفاع ۷ متر بالاتر از سطح دریا واقع شده است.